# Clubul Sportiv Municipal Oradea
Il Clubul Sportiv Municipal Oradea, noto anche come CSM Oradea, è una società polisportiva con sede a Oradea in Romania.
La polisportiva è attiva nei seguenti sport:
- atletica leggera
- judo
- pallacanestro, con una squadra maschile
- pallamano
- pallanuoto, con una squadra maschile
- scherma